# Chrysler Pacifica
Pour les articles homonymes, voir Pacifica.
La Chrysler Pacifica est un nom créé par le constructeur automobile américain Chrysler pour nommer trois modèles :
- Un concept car sorti en 1999 sous la forme d'un monospace.
- Un crossover lancé en mai 2004 et arrêté en 2008.
- Un monospace commercialisé en 2016 pour remplacer le Chrysler Town & Country.

## Concept car
Au début, le Pacifica était un concept car de luxe dévoilé en 1999 sous la forme d'un monospace. Produit pour célébrer le quinzième anniversaire de la mini-fourgonnette Chrysler Town & Country, ce concept a été conçu pour être une variante plus haut de gamme avec une face avant inspirée de la Chrysler LHS et un toit surélevé, qui comprenait une lucarne et des bas de stockage aériens. Il pouvait accueillir jusqu'à six passagers, avec quatre sièges capitalistes avant et arrière et des strapontins sur chacun des sièges arrière. Les sièges de seconde rangée se trouvent avec les repose-pieds de puissance. Le concept a également eu un sac de golf rack dans le coffre qui pourrait contenir jusqu'à quatre sacs de golf.

## 2004

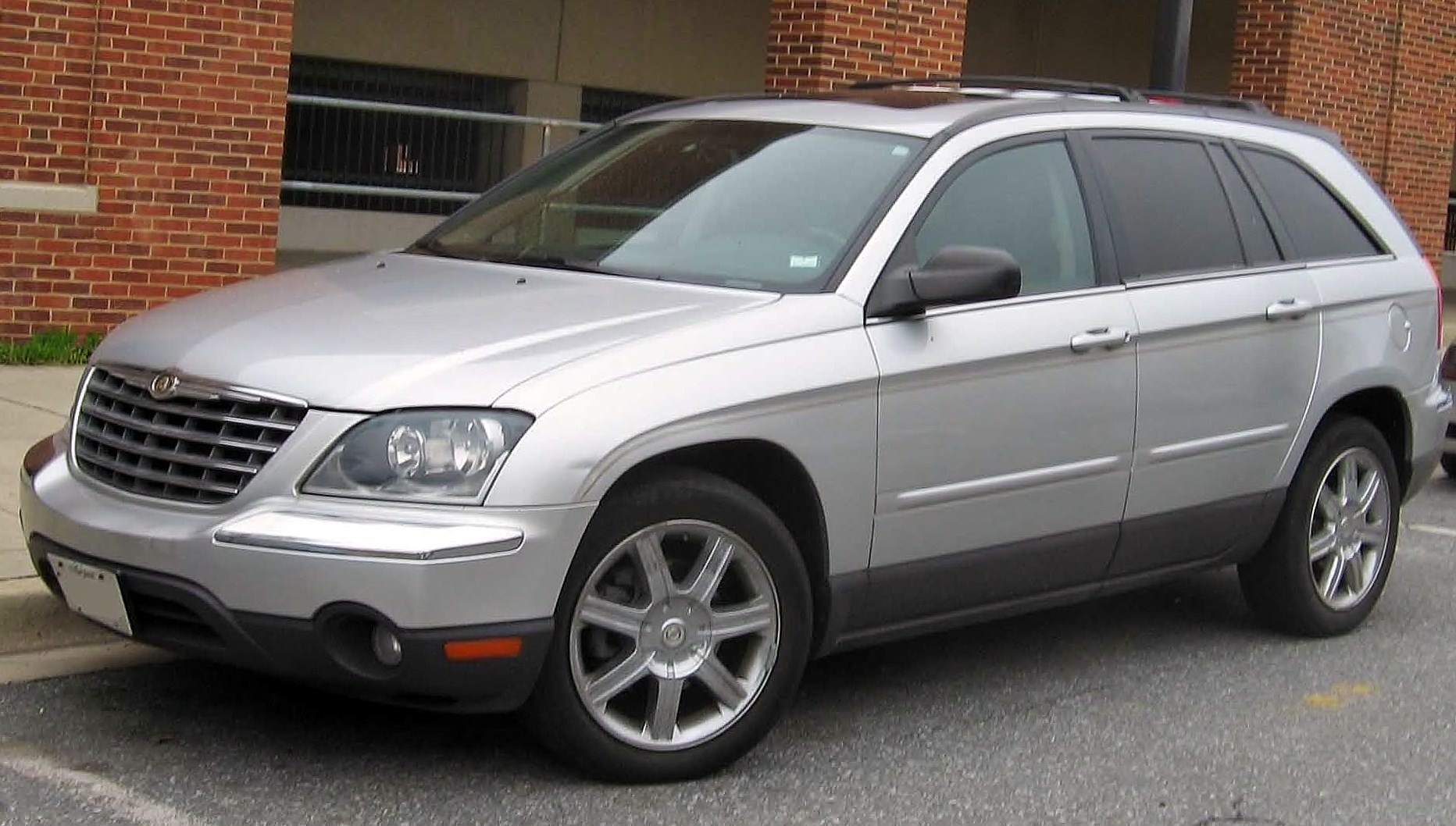
Chrysler Pacifica de 2005

En 2004, est produite cette voiture en série dont elle a été préfigurée par un concept car en 2002. Ce crossover intermédiaire a partagé sa plate-forme avec des modèles comme le Voyager, le Dodge Caravan ou le Plymouth Voyager et a été le premier modèle d'une collaboration de Chrysler depuis 1998. Un an après son lancement, le modèle a subi quelques légères modifications, avec 3 niveaux de finitions ainsi qu'une série limitée. La Pacifica était restylé en 2006, recevant une nouvelle face avant, une carrosserie modifiée et un tout nouveau moteur 4.0 L SOHC V6 remplaçant l'ancien 3.8 L. Chrysler a annoncé la fin de production de son modèle Pacifica en 2008.

## 2016

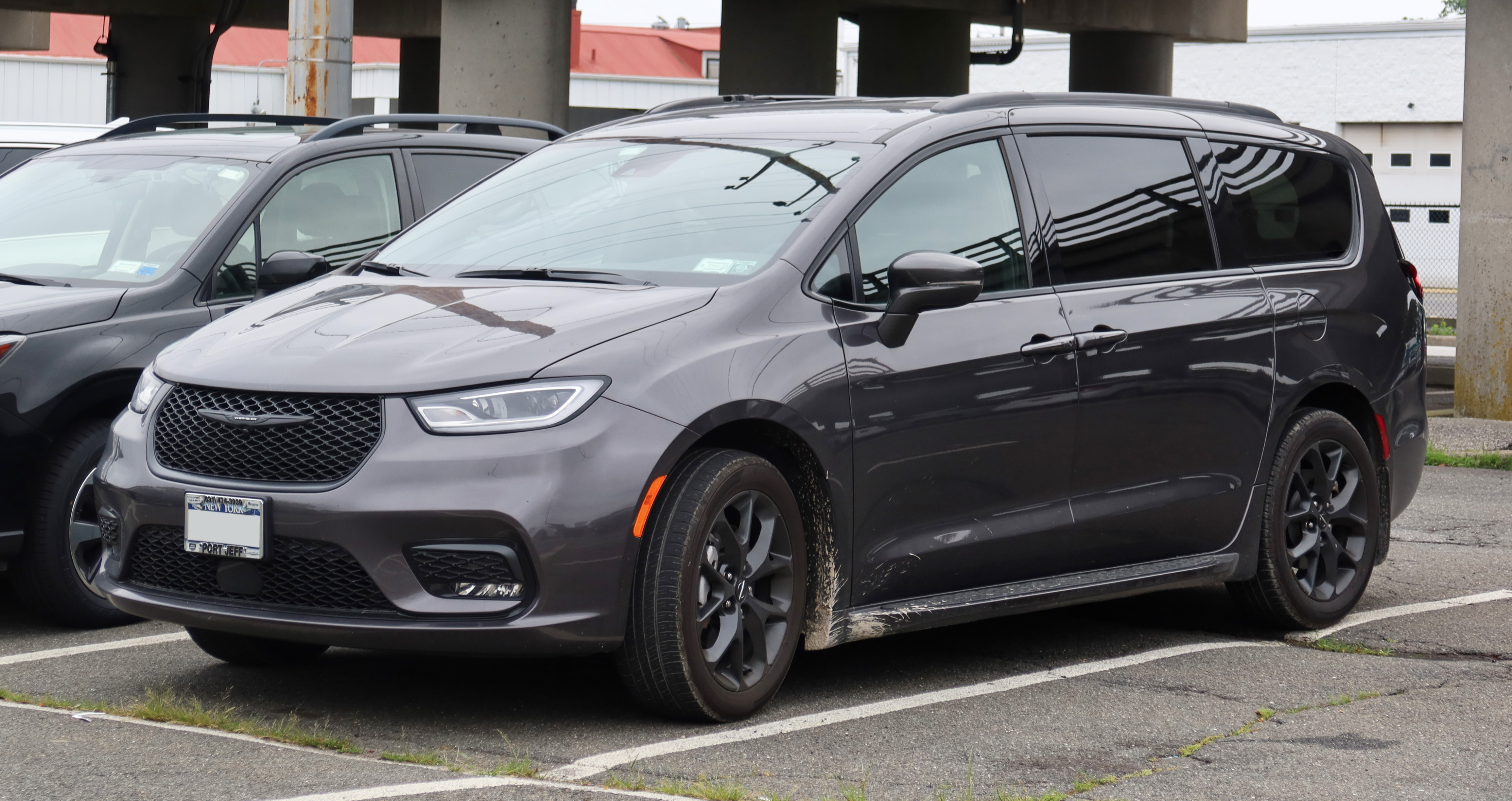
Monospace Chrysler Pacifica

Un nouveau véhicule est dévoilé en janvier 2016 au Salon de Détroit avant d'être commercialisé en mars 2016 par Chrysler. Il s'agit d'un monospace reprenant le nom Pacifica utilisé entre 2004 et 2008, qui remplace le Town & Country après 28 ans de carrière.
Le Pacifica est donc un monospace de luxe disponible en version essence et hybride-essence. Il possède un moteur V6 3.6L essence. Ce dernier peut être couplé d'un moteur électrique de 40 kW. Le Pacifica peut parcourir 53 km en tout électrique.

## Liens
- Site officiel